# 김충선
김충선(金忠善, 일본어: 沙也可 사야카[*], 1571년 1월 28일(음력 1월 3일)~1642년 10월 23일(음력 9월 30일))은 임진왜란 당시 조선에 귀화한 항왜 장수로, 귀화한 후에는 자를 선지(善之), 호는 모하당(慕夏堂)으로 지었다. 본관은 김해(金海)다.

## 생애

### 임진왜란과 항왜 김충선
1592년(선조 25년) 임진왜란 때 가토 기요마사(加藤淸正)의 좌선봉장으로 군사 3000명을 인솔하고 한반도로 쳐들어왔다가 경상도 병마절도사(慶尙道兵馬節度使) 박진에게 항복한 뒤 귀부(歸附)하여 여러 번 전공을 세웠다. 동래성으로 상륙한 지 다음 날이었다. 사야가는 박진에게 다음과 같은 내용의 강화서에서 “이 나라의 예의문물과 의관 풍속을 아름답게 여겨 예의의 나라에서 성언의 백성이 되고자 할 따름입니다.”라고 썼다.
이후 사야가는 경상도의 의병들과 함께 힘을 합쳐 일본군과 전투를 벌였고, 곽재우(郭再祐)와도 연합하기도 했다. 의병 및 조선군 장수로서 모두 78회의 전투를 치렀으며, 이때 전공을 세워 정3품 첨지중추부사(僉知中樞府事)에 이르렀다. 1597년(선조 30년) 정유재란이 발발하자 손시로(孫時老) 등 항복한 왜장(倭將)과 함께 의령(宜寧) 전투에서 공을 세웠고 무관 3품 당상(堂上)에 올랐으며, 이어 사야가는 울산성 전투에 경상도 우병사 김응서(金景瑞) 휘하로 울산왜성에 농성 중이던 가토의 1군을 섬멸하는 공을 세웠고, 종2품 가선대부(嘉善大夫)를 하사받기도 했다.이후 도원수(都元帥) 권율(權慄), 어사 한준겸(韓浚謙)의 주청(奏請)으로 선조로부터 김해 김씨와 김충선(金忠善)이라는 조선 이름을 하사받고 정2품 자헌대부(資憲大夫)로 승진했다.
귀화한 후에는 화포와 조총 제조 기술을 전수하는데 힘을 기울였다. 예를 들면 사야가는 귀화한 직후 조총 개발을 건의하는 서신을 절도사에게 제출했고, 이순신과 나눈 서신에서는 이미 조총을 개발하여 훈련하고 있다고 쓰고 있다. 그 밖에도 서신으로 임진왜란 당시 활동했던 인물들과 교류했는데, 그 중에는 이덕형, 정철, 류근, 권율, 조호익, 김성일, 이순신, 곽재우, 김덕령, 김응서 등이 있다.

### 임진왜란 이후 행적
임진왜란 이후 야인(野人)들의 침입이 잦자 변방(邊方) 방어를 자청하여 임무를 수행하고 10년 동안 북방 변경 수비를 한 공로로 정헌대부(正憲大夫)에 올랐다. 1624년(인조 2년) 이괄의 난 때 이괄의 부장(副將) 서아지(徐牙之)를 포참(捕斬)한 공으로 사패지(賜牌地)를 받았으나 사양하고, 수어청(守禦廳)에 반납하여 둔전(屯田)을 만들었다.
1636년(인조 14년) 병자호란 때 소명(召命)을 받지 않고 광주(廣州) 쌍령(雙嶺)에 나가 싸워 청나라 병사 500여 명을 베었으나 화의가 성립되었다는 말을 듣고 대성통곡하며 대구(大邱)의 녹리(鹿里)로 돌아갔다. 1642년(인조 20년)에 사망했다. 사후 삼정산(三頂山)에 묻혔으며, 그 뒤 녹동서원(달성군 가창면 우록리에 있음)에 배향되었다. 1798년(정조13년) 지방 유림들에 의해 창건된 녹동서원은 대원군의 서원철폐령으로 훼철되었다가 1914년에 재건되었다.

### 결혼과 후손

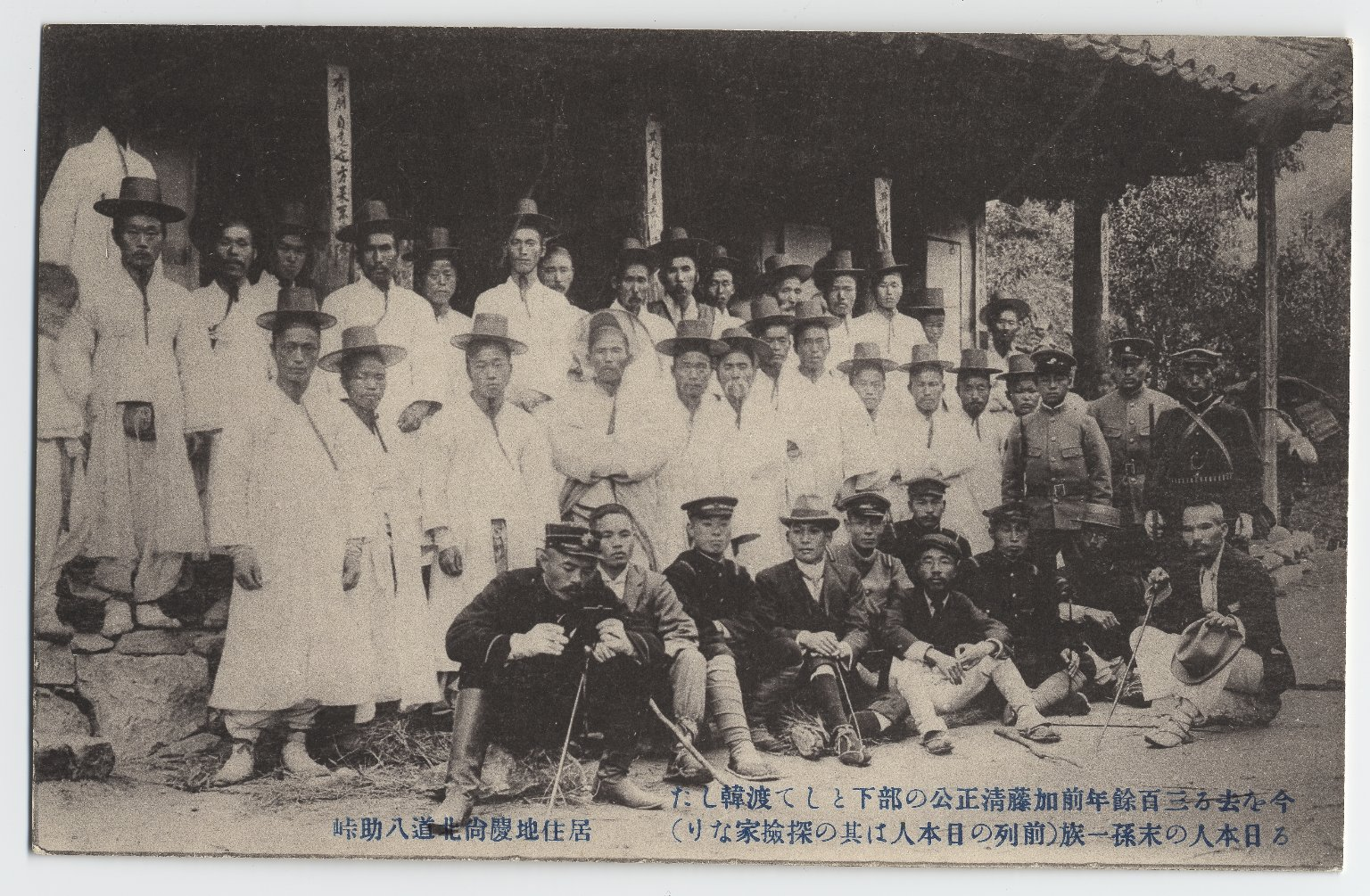
1904년에 촬영된 김충선의 후손들 사진

그는 1600년(선조 33년)에 진주 목사 장춘점(張春點)의 딸 인동 장씨와 결혼해 이후 아들 다섯 명과 딸 한 명을 두었다.
현재까지도 김충선의 후손들이 현재 대구광역시 달성군 녹동서원에 집성촌을 이루고 살고있다.

## 가계[12]
- 증조할아버지: 사옥(沙鋈)
  - 할아버지: 사옥국(沙沃國)
    - 아버지: 사익(沙益)
      - 본인: 김충선
      - 아내: 인동 장씨 - 진주 목사 장춘점(張春點)의 딸
        - 맏아들: 김경원(金敬元: 1615년[광해군 7년]생)
          - 맏손자: 김진명(金振鳴)
          - 둘째 손자: 김진영(金振英)
          - 셋째 손자: 김진웅(金振雄)
          - 넷째 손자: 김진호(金振豪)
          - 다섯째 손자: 김진걸(金振傑)
          - 여섯째 손자: 김진성(金振聲)
          - 막내 손자: 김진방(金振邦)
          - 맏딸 사위: 박원(朴源)
          - 둘째딸 사위: 박흥한(朴興漢)
          - 셋째딸 사위: 박문방(朴文邦)
          - 넷째딸 사위: 홍우평(洪禹平)

        - 둘째 아들: 김우상(金右祥: 1617년[광해군 9년]생)
          - 맏손자: 김종헌(金宗憲)
          - 둘째 손자: 김후중(金厚重)

        - 셋째 아들: 셋째 아들 김경신(金敬信: 1620년[광해군 12년]생)
          - 맏손자: 김진흥(金振興)
          - 둘째 손자: 김진발(金振發)
          - 셋째 손자: 김진봉(金振鳳)
          - 넷째 손자: 김진문(金振文)
          - 막내 손자: 김진기(金振機)
          - 맏딸 사위: 김선탁(金善鐸)
          - 둘째딸 사위: 전선업(全善業)

        - 넷째 아들: 김계인(金繼仁: 1623년[인조 원년]생)
          - 맏손자: 김한명(金漢鳴)
          - 둘째 손자: 김오남(金五南)
          - 셋째 손자: 김하석(金夏碩)
          - 막내 손자: 김이명(金以鳴)

        - 막내 아들: 김경인(金敬仁: 1627년[인조 5년]생)
          - 맏손자: 김신영(金臣英)
          - 둘째 손자: 김진철(金振喆)
          - 셋째와 막내아들은 어려서 이름이 나오지 않음.

        - 딸의 사위: 장달문(張達文)
          - 첫째 외손자: 장애령(張愛齡)
          - 둘째 외손자: 장계령(張繼齡)

## 저서
- 《모하당문집》(慕夏堂文集)이 있다. 김충선의 6대손 김한조가 간행했다.[13]

이 책에 실려있는 〈행록〉은 첫째 아들 김경원(金敬元)이, 〈묘지〉는 첫째 손자(김경원의 첫째 아들) 김진명(金振鳴)이, 〈묘갈〉은 유비(兪柲)가, 〈전(傳)〉은 이의숙이 지었다. 〈전〉은 이의숙의 문집 《이재집》 권7에 실려있다.
참고로 《사성 김해 김씨 족보》의 서문은 서종급이 지었다.

## 녹동서원
사야가를 기리기 위하여 지어진 서원이고 대구광역시 달성군 가창면 우록길 218(우록리 585번지)에 있다.

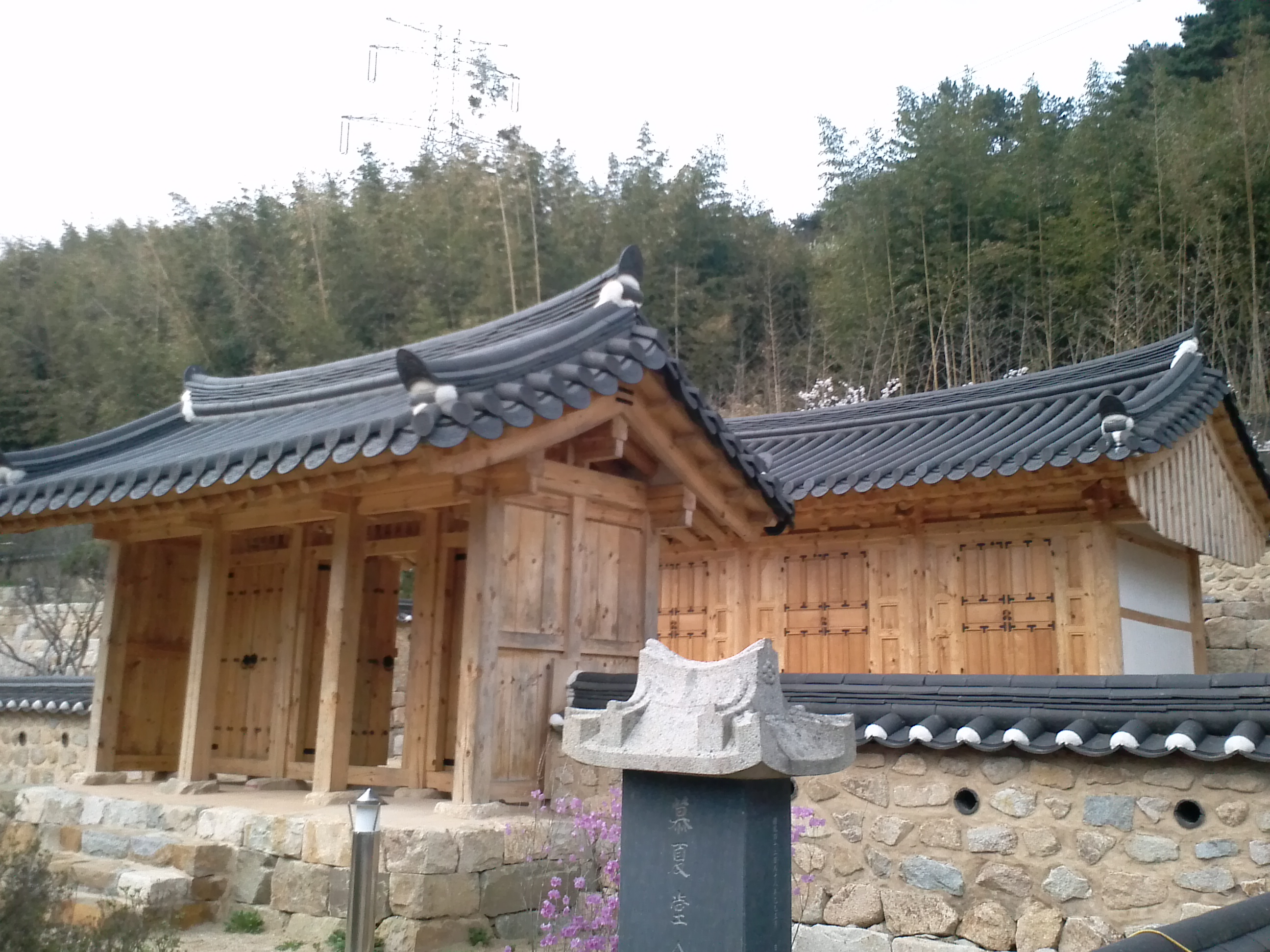
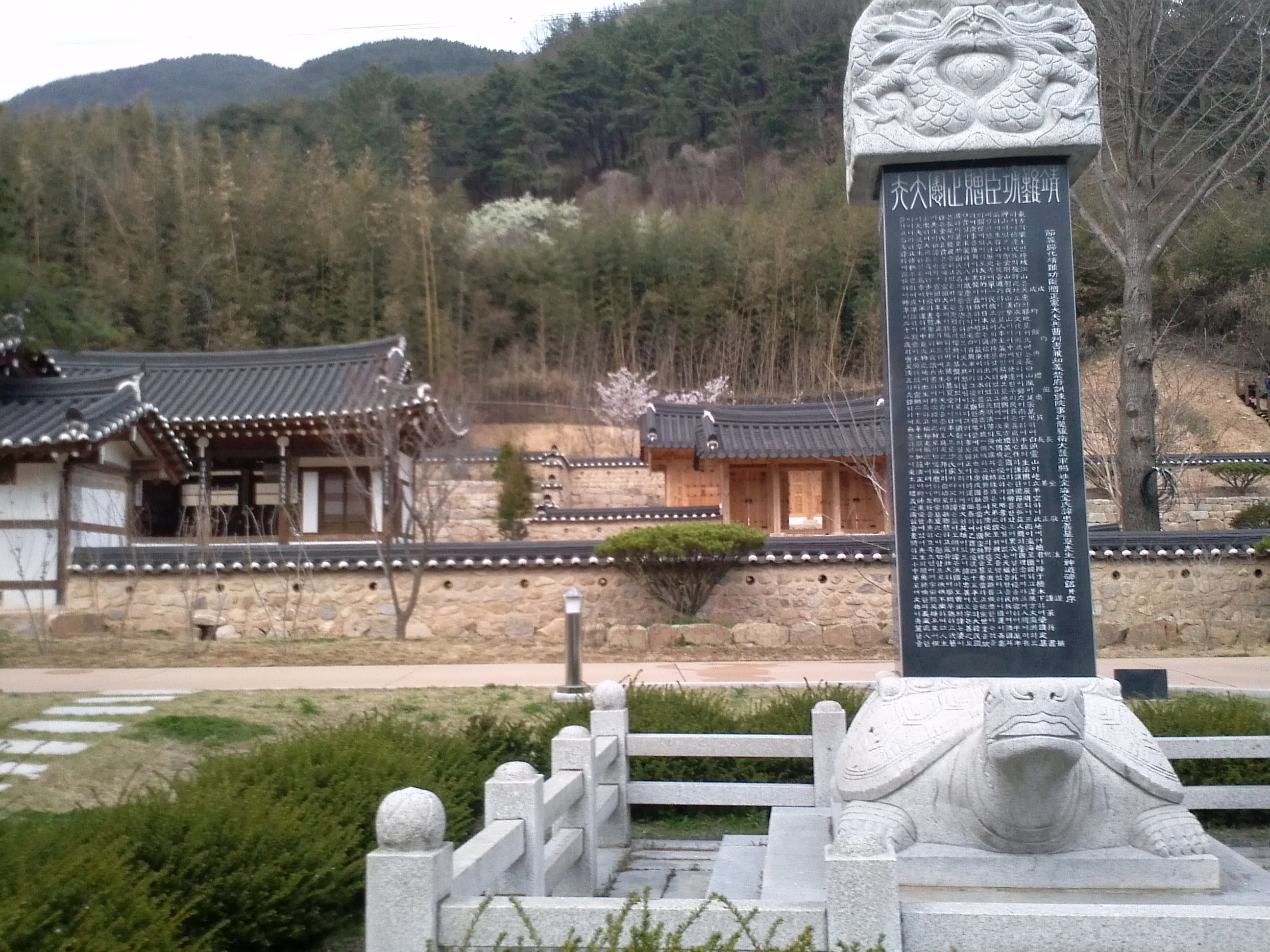
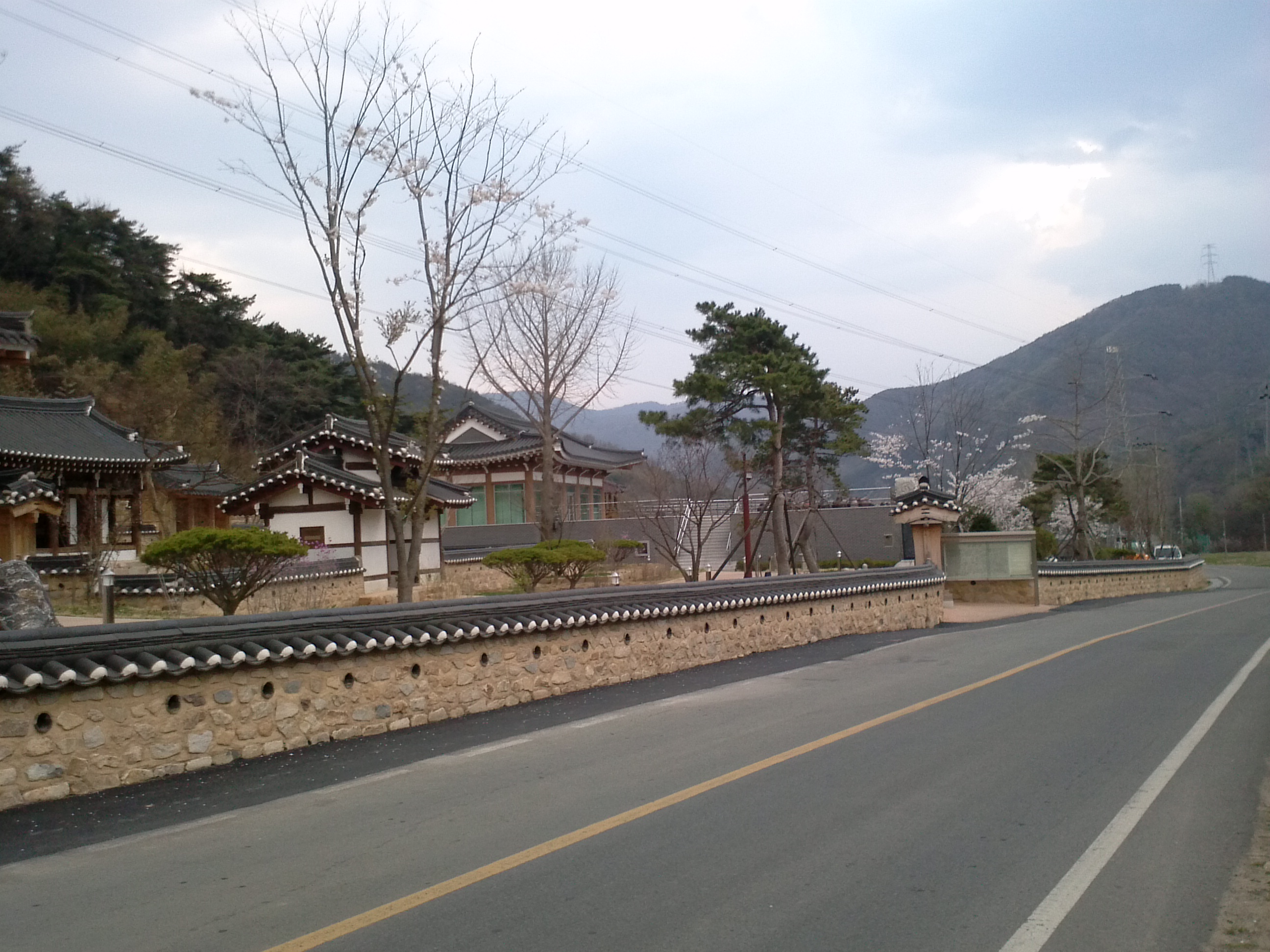
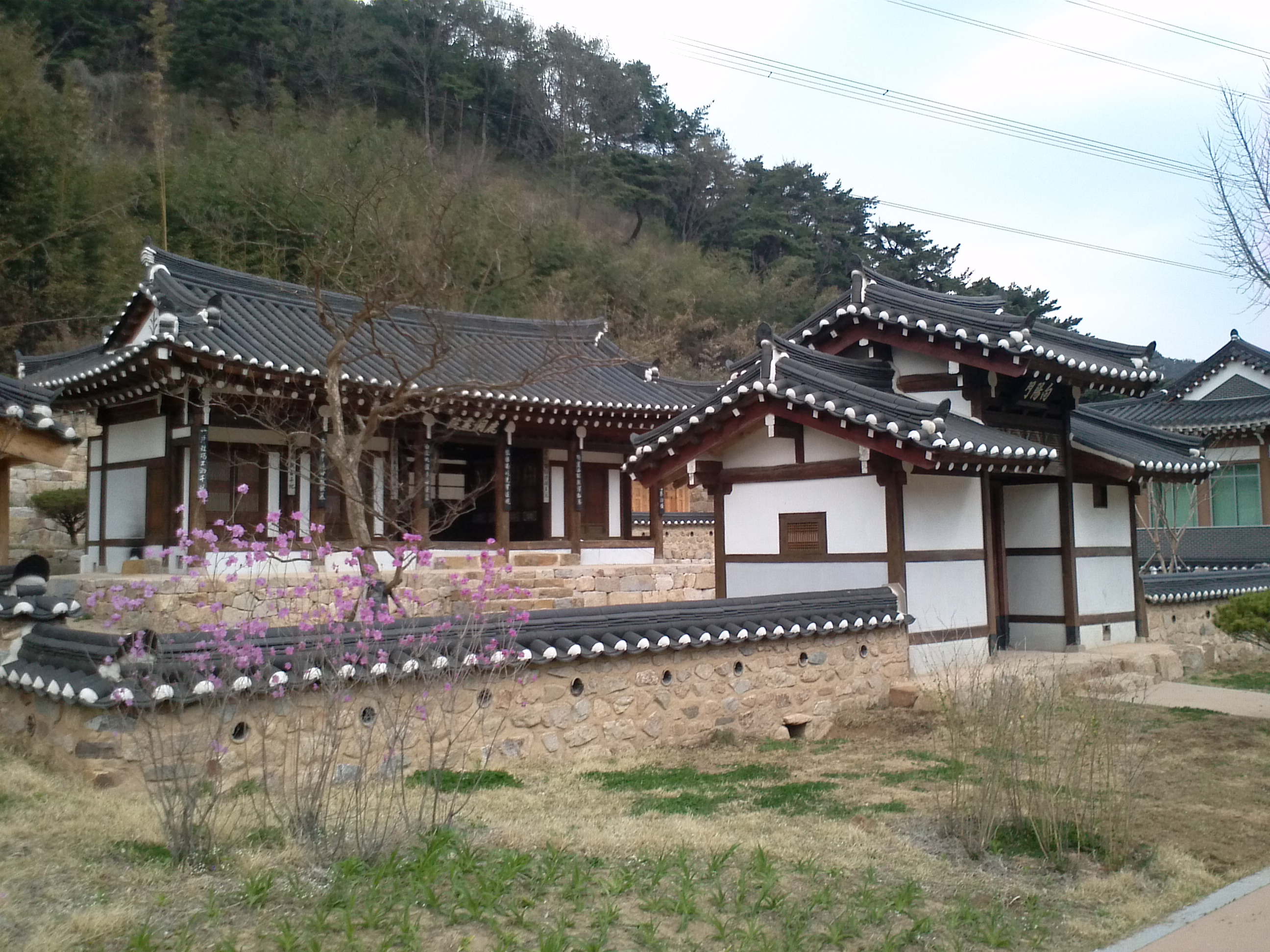
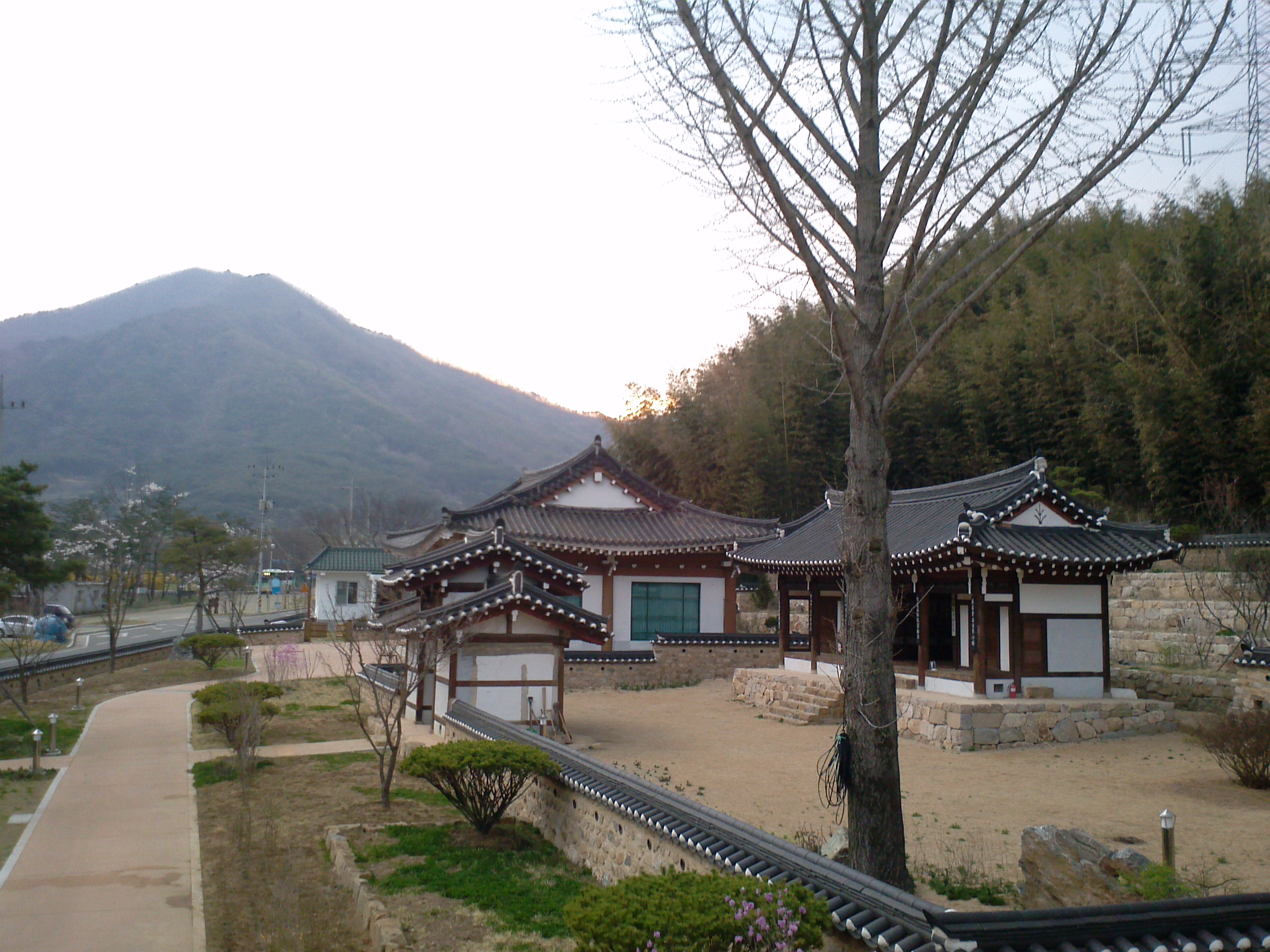

## 관련 작품

### 드라마
- 《징비록》 (KBS1, 2015년, 배우:이명호)
- 《명불허전》 (tvN, 2017년, 배우:다케다 히로미츠)

## 같이 보기
- 항왜
- 탈영
- 임진왜란
- 하라다 노부타네
- 김성인
- 김경신
- 김여삼
- 김치열
- 김형국
- 박진